# Цвіянович-Брдо
45°11′ пн. ш. 15°36′ сх. д. / 45.18° пн. ш. 15.60° сх. д.
Цвіянович-Брдо (хорв. Cvijanović Brdo) — населений пункт у Хорватії, в Карловацькій жупанії у складі міста Слунь.

## Населення
Населення за даними перепису 2011 року становило 2 осіб.
Динаміка чисельності населення поселення: